# Hans Rudolf Guggisberg

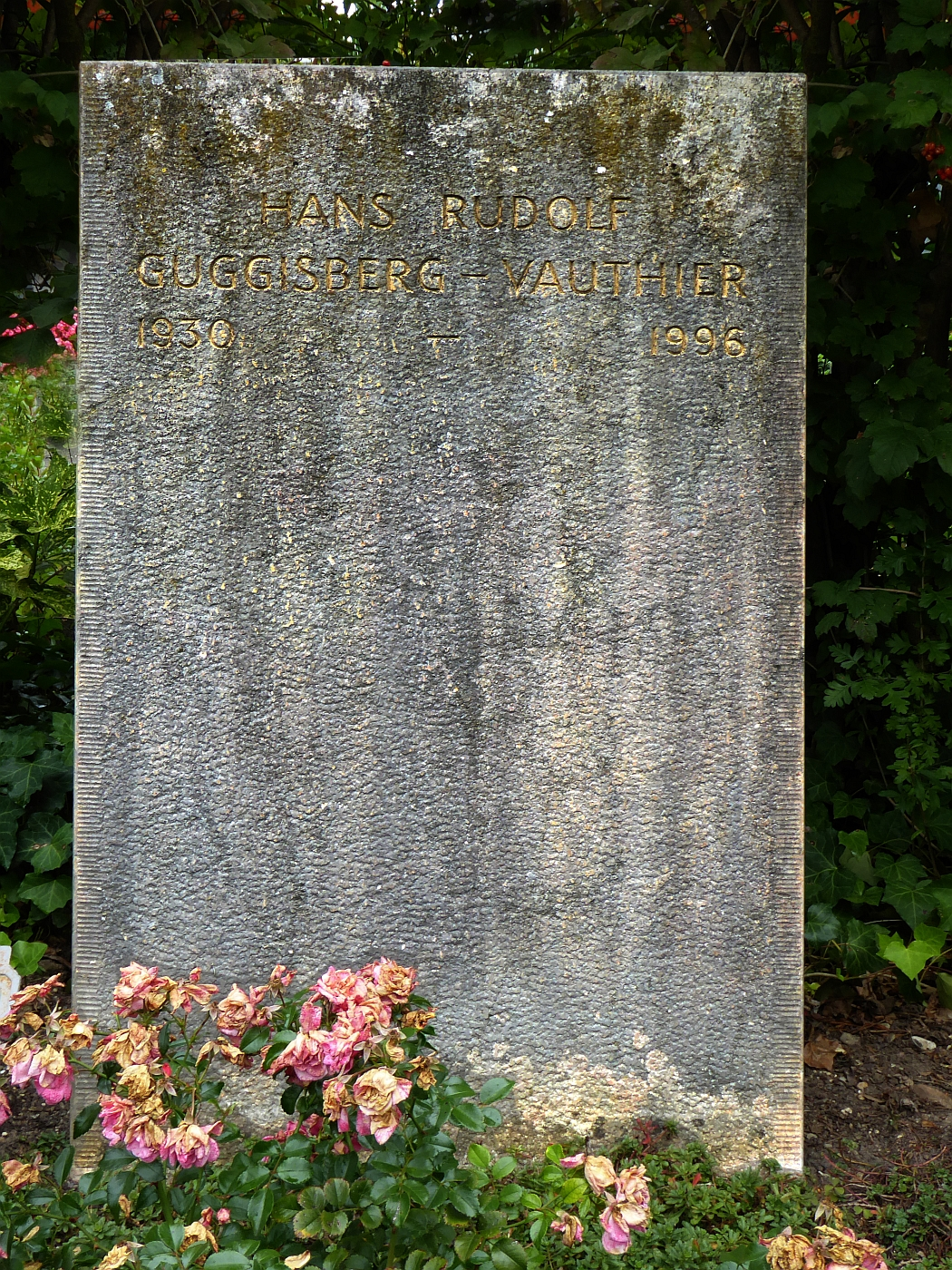
Grab auf dem Friedhof Wolfgottesacker, Basel

Hans Rudolf Guggisberg (* 26. Juli 1930 in Berlin-Charlottenburg; † 12. Januar 1996 in Basel) war ein Schweizer Historiker.

Der Sohn eines Ingenieurs absolvierte 1949 in Biel die Matura. Von 1949 bis 1956 studierte er an den Universitäten Basel und Amsterdam Geschichte sowie Englische und Deutsche Philologie. Im Jahr 1956 wurde er bei Werner Kaegi in Basel promoviert mit einer Arbeit über Sebastian Castellio im Urteil seiner Nachwelt vom Späthumanismus bis zur Aufklärung. Von 1957 bis 1960 war er als Gymnasiallehrer in Biel tätig. Die Habilitation erfolgte im Jahr 1963 mit der Arbeit Das europäische Mittelalter im amerikanischen Geschichtsdenken des 19. und des frühen 20. Jahrhunderts. Anschliessend lehrte er in Basel und verbrachte Gastsemester an der Columbia University und der Universität zu Köln. 1967 wurde er Professor für Europäische Geschichte am Friedrich-Meinecke-Institut der Freien Universität Berlin. 1968/69 erfolgte der Ruf an die Universität Basel, wo er bis zu seiner Emeritierung 1995 als Professor für Neuere Allgemeine und Schweizergeschichte lehrte.
Seine Forschungsschwerpunkte waren die Geschichte der USA, der Schweiz und Spaniens. Sein Werk Geschichte der USA wurde zu einem Standardwerk. Guggisberg legte eine umfassende Biografie zu Sebastian Castellio vor. Seine Forschungen über Castellio führten auch zu einer Reihe von Studien über den Humanismus, über Jacob Burckhardt und Johan Huizinga. In zahlreichen Untersuchungen erörterte Guggisberg das Schicksal von Schweizern in den USA, und umgekehrt erforschte er auch die Eindrücke von Amerikanern wie George Licoln Burr oder Martha Carey Thomas in der Schweiz. Er war vierzehn Jahre Herausgeber der Zeitschrift Archiv für Reformationsgeschichte.

## Schriften (Auswahl)
Monografien
- Geschichte der USA (= Urban-Taschenbücher. 209–210). 2 Bände. Kohlhammer, Stuttgart u. a. 1975, ISBN 3-17-005474-0 (4., erweiterte und aktualisierte Auflage in einem Band. Fortgeführt von Hermann Wellenreuther. ebenda 2002, ISBN 3-17-017045-7).
- Sebastian Castellio. 1515–1563. Humanist und Verteidiger der religiösen Toleranz im konfessionellen Zeitalter. Vandenhoeck & Ruprecht, Göttingen 1997, ISBN 3-525-55303-X (In englischer Sprache: Sebastian Castellio. 1515–1563. Humanist and Defender of religious Toleration in a Confessional Age. Translated and edited by Bruce Gordon. Ashgate, Aldershot u. a. 2003, ISBN 0-7546-3019-6).
- Alte und Neue Welt in historischer Perspektive. Sieben Studien zum amerikanischen Geschichts- und Selbstverständnis. Lang, Bern u. a. 1973, ISBN 3-261-00836-9.
- Das europäische Mittelalter im amerikanischen Geschichtsdenken des 19. und des frühen 20. Jahrhunderts (= Basler Beiträge zur Geschichtswissenschaft. Bd. 92). Helbing & Lichtenhahn, Basel u. a. 1964.

Herausgeberschaften
- Umgang mit Jacob Burckhardt. Zwölf Studien (= Beiträge zu Jacob Burckhardt. Bd. 1). Schwabe, Basel 1994, ISBN 3-7965-0972-X.
- Religiöse Toleranz. Dokumente zur Geschichte einer Forderung (= Neuzeit im Aufbau. Bd. 4). Frommann-Holzboog, Stuttgart-Bad Cannstatt 1984, ISBN 3-7728-0872-7.